# 守啓祐
守 啓祐（もり けいすけ　1962年8月21日 - ）は、日本の工学者。博士（工学）。北海道情報大学教授。専門はヒューマンコンピュータインターラクション、音声情報処理、画像情報処理、医用情報処理、教育工学、コンピュータネットワーク、ゲーム（理論）プログラミング、組み込み機器。福岡県出身。

## 経歴
- 1985 年 熊本大学工学部電子工学科卒業
- 1987 年 熊本大学工学研究科電子工学専攻修士課程修了
- 1997 年 〜 1996 年 熊本大学工学部助手（電子情報工学科）
- 1989 年 〜 1996 年 熊本リハビリテーション学園　義肢装具学科、臨床工学学科（非常勤講師）
- 1996 年 〜 2011 年 九州共立大学・九州女子大学・九州女子短期大学 情報処理教育研究センター（所長代理）、教養教室、情報学科（講師、助教授、准教授、教授）
- 1999 年 〜 2011 年 九州工業大学工学部　機械知能工学科、マテリアル工学科（非常勤講師）
- 2011 年 〜 北海道情報大学情報メディア学部情報メディア学科（教授）

## 所属学会
- 電子情報通信学会
- 日本音響学会
- 北九州医工学術者協会
- 計測制御学会
- IEEE
- 日本キャリアデザイン学会

## 参考
- 熊本大学
- 熊本リハビリテーション学院
- 九州工業大学
- 北海道情報大学